# 葉楙中
葉楙中（1532年—？），又名樓楙中，字敬甫，直隸揚州府江都縣民籍，浙江義烏縣人，明朝政治人物。

## 生平
應天府鄉試第九十六名舉人。隆慶二年（1568年）中式戊辰科會試第三百二十一名，三甲第二百二十四名進士。

## 家族
曾祖葉賢，正千戶；祖父葉萬，贈刑部主事；父葉觀，按察司副使。母蕭氏（封安人）。慈侍下。